# Milán-San Remo 1973
La Milán-San Remo 1973 fue la 64.ª edición de la Milán-San Remo. La carrera se disputó el 19 de marzo de 1973, siendo el vencedor final el belga Roger de Vlaeminck, que se impuso en solitario en la meta de San Remo. 

## Clasificación final
| Posición | Ciclista           | Equipo                     | Tiempo     |
| -------- | ------------------ | -------------------------- | ---------- |
| 1        | Roger de Vlaeminck | Brooklyn                   | 6h 53' 34" |
| 2        | Wilmo Francioni    | G.B.C.-Sony                | + 02"      |
| 3        | Felice Gimondi     | Bianchi                    | + 04"      |
| 4        | Rik van Linden     | Rokado                     | + 06"      |
| 5        | Patrick Sercu      | Brooklyn                   | m. t.      |
| 6        | Frans Verbeeck     | Watney-Maes                | m. t.      |
| 7        | Aldo Parecchini    | Molteni                    | m. t.      |
| 8        | Franco Ongarato    | Dreherforte                | m. t.      |
| 9        | Cyrille Guimard    | Gan-Mercier-Hutchinson     | m. t.      |
| 10       | Walter Godefroot   | Flandria-Shimano-Carpenter | m. t.      |